# Pen-y-Bont FC
Der Pen-y-Bont Football Club ist ein walisischer Fußballverein aus Bridgend.

## Geschichte
Der Verein wurde 2013 gegründet, als sich die Vereine Bridgend Town und Bryntirion Athletic vereinten. Durch die Zweitligameisterschaft in der Cymru South stieg die Mannschaft 2019 in die Cymru Premier auf. Dort erreichten sie 2023 den dritten Platz – ihre bisher beste Platzierung – und damit die erstmalige Teilnahme an der Qualifikation zur Europa Conference League.

## Europapokalbilanz
| Saison  | Wettbewerb                    | Runde                  | Gegner            | Gesamt | Hin     | Rück          |
| ------- | ----------------------------- | ---------------------- | ----------------- | ------ | ------- | ------------- |
| 2023/24 | UEFA Europa Conference League | 1. Qualifikationsrunde | FC Santa Coloma   | 1:3    | 1:1 (H) | 0:2 n. V. (A) |
| 2025/26 | UEFA Conference League        | 1. Qualifikationsrunde | FK Kauno Žalgiris | 1:4    | 0:3 (A) | 1:1 (H)       |

Gesamtbilanz: 4 Spiele, 2 Unentschieden, 2 Niederlagen, 2:7 Tore (Tordifferenz −5)
Stand: 17. Juli 2025